# Pasieguito
Bernardino Pérez Elizarán, plus connu sous le nom de Pasieguito, né le 21 mai 1925 à Hernani (Guipuscoa) au Pays basque, et mort le 21 octobre 2002 à Valence, est un joueur de football espagnol, qui évoluait au poste de milieu de terrain, avant de devenir entraîneur.
Il fait l'essentiel de sa carrière au Valence CF et compte trois sélections en équipe d'Espagne.
Devenu entraîneur, il dirige notamment le Valence CF et le CE Sadabell.

## Biographie

### Joueur
En tant que joueur, en 18 ans de carrière, Pasieguito a joué dans six clubs, dont le Valence CF (avec qui il remporte La Liga en 1943-44 et 1946-47 ainsi que la Copa del Rey en 1948-49 et 1954).

### Entraîneur
En 22 ans de carrière d'entraîneur, Pérez Elizarán a en tout entraîné quatre clubs, dont Valence CF durant trois périodes différentes. Avec les Valenciens, il remporte la Supercoupe de l'UEFA en 1980.

## Palmarès
Pasieguito remporte avec le Valence CF le Champion d'Espagne en 1944 et 1947, il termine vice-champion en 1949. Il gagne également deux Coupe d'Espagne en 1949 et 1954 avec Valence CF et, est finaliste de la compétition en 1944 et 1946.
Comme entraîneur, il amène le Valence CF à la victoire en Coupe d'Espagne en 1979 et en Supercoupe de l'UEFA en 1980. Sous ses ordres, le club est également finaliste de la Coupe des villes de foires en 1963-64.